# Reprezentacja Jamajki w rugby 7 kobiet
Reprezentacja Jamajki w rugby 7 kobiet – zespół rugby 7, biorący udział w imieniu Jamajki w meczach i sportowych imprezach międzynarodowych, powoływany przez selekcjonera, w którym mogą występować wyłącznie zawodnicy posiadający obywatelstwo tego kraju, mieszkający w nim, bądź kwalifikujący się ze względu na pochodzenie rodziców lub dziadków. Za jego funkcjonowanie odpowiedzialny jest Jamaica Rugby Football Union, członek Rugby Americas North i World Rugby.

## Turnieje

### Udział wigrzyskach panamerykańskich
| Rok  | Wynik | Źródło |
| ---- | ----- | ------ |
| 2015 | –     |        |
| 2019 | –     |        |
| 2023 | 8.    |        |

### Udział wRAN Women’s Sevens
| Rok       | Wynik | Źródło |
| --------- | ----- | ------ |
| 2005      | 3.    |        |
| 2006      | 2.    |        |
| 2007      | 3.    |        |
| 2008      | 5.    |        |
| 2009      | –     |        |
| 2010      | 3.    |        |
| 2011      | 2.    |        |
| 2012      | 3–4.  |        |
| 2013      | 5.    |        |
| 2014      | 5.    |        |
| 2015      | 4.    |        |
| 2016      | 2.    |        |
| 2017      | 3.    |        |
| 2018      | 3.    |        |
| 2019      | 2.    |        |
| 2022 (IV) | 3–4.  |        |
| 2022 (XI) | 2.    |        |
| 2023      | 3.    |        |

### Udział wigrzyskach Ameryki Środkowej i Karaibów
| Rok  | Wynik | Źródło |
| ---- | ----- | ------ |
| 2014 | 4.    |        |
| 2018 | 5.    |        |
| 2023 | 4.    |        |